# Enköpings HF
Enköpings Handbollförening (EHF) bildades 7 mars 1945 under namnet Enköpings Vandringsscouters Idrottsförening. Föreningen övergick snabbt till att bli en renodlad handbollsförening och har idag lag för både flickor och pojkar i de flesta åldersklasserna.
EHF har även seniorlag på både dam- och herrsidan i seriespel. Säsongen 2019/2020 spelar klubbens seniorlag i div.2 (dam) och div.1 (herr).
Enköpings Handbollförening spelar sina hemmamatcher i Idrottshuset i centrala Enköping, med alternativ spelplan i Bergvretenhallen i Fanna, Enköping.